# Hartley Sawyer
Hartley Sawyer (ur. 25 stycznia 1985 w Los Angeles, w stanie Kalifornia) – amerykański aktor, producent telewizyjny i filmowy i scenarzysta.

## Filmografia

### Filmy fabularne
- 2006: Thursday jako Andrew Kepling

### Filmy krótkometrażowe
- 2006: Gizor i Gorm (Gizor & Gorm) jako Gizor
- 2008: Killian jako Donovan
- 2010: Delmer Builds a Machine jako Him
- 2014: Kept Man jako Brian
- 2015: SPiN jako Scott Angelus

### Seriale TV
- 2010–2011: Glory Daze' jako Brian Sommers
- 2012: Świętoszki z Dallas (GCB) jako Bozeman Peacham
- 2012: Nie zadzieraj z zołzą spod 23 jako Charles
- 2012: Jane by Design jako Brad
- 2013: Agenci NCIS: Los Angeles jako Alan Sanderson
- 2013–2014: Żar młodości (The Young and the Restless) jako Kyle Abbott
- 2014: Podmiejski czyściec jako Janitor
- 2015: The McCarthys jako Daniel
- od 2017:  Flash jako Ralph Dibny/Elongated Man (główna obsada)